# صموئيل هولينغسوررث ستاوت
صموئيل هولينغسوررث ستاوت (بالإنجليزية: Samuel Hollingsworth Stout)‏ هو مدرس وفلاح وجراح أمريكي، ولد في 3 مارس 1822 في ناشفيل في الولايات المتحدة، وتوفي في 18 سبتمبر 1903 في كلاريندون في الولايات المتحدة.